# انتشارات هارپر
انتشارات هارپر (به انگلیسی: Harper publisher) یک انتشارات آمریکایی است که در اوایل سدهٔ نوزدهم میلادی تأسیس شده‌است و هم‌اکنون به‌عنوان گل سرسبد شرکت‌های انتشاراتی زیر مجموعه انتشارات هارپرکالینز فعالیت می‌کند. دانشنامهٔ The Concise Encyclopedia of Islam توسط این ناشر در سال ۱۹۸۹ منتشر شده‌است.